# Metil azinfós
El Metil-Azinfos (O,O-Dimethyl S-[(4-oxo-1,2,3-benzotriazin-3(4H)-yl)methyl]dithiophosphate) és un insecticida organofosforat que, com tots els d'aquesta categoria, actua inhibint les acetilcolinesterases dels insectes.

## Història
Metil-azinfós és una neurotoxina derivada d'agents nerviosos sintetitzats durant la 2a Guerra Mundial. Als EUA, està registrada per l'ús en nogués, cultius vegetals, i arbres fruiters. No està registrat per a l'ús del consumidor. Se l'ha relacionat amb els problemes de salut soferts pels agricultors que l'han utilitzat. Després de resoldre l'any 2004 una demanda presentada per la Unió de Grangers d'Amèrica, l'Agència de Protecció Ambiental dels EUA (EPA) va anunciar que començaria l'eliminació de la utilització del pesticida el 2007 finalitzant l'any 2012. El gener de 2007, el cas es va reobrir, amb els demandants demanant una eliminació més ràpida.
El metil-azinfós està prohibit a la Unió Europea des de 2006.

## Aplicacions
És un insecticida no sistèmic d'acció per contacte i estomacal. S'utilitza per al control d'insectes mastegadors o xucladors dels típus coleòpters, dípters, homòpters, hemípters, i lepidòpters, en arbres fruitals (incloent cítrics), raïm, maduixes, nous, vegetals, patates, cereals, blat de moro, cotó, plantes ornamentals, tabac, cafè i d'altres cultius.

## Toxicitat
És un insecticida molt eficaç, encara que el seu efecte sobre d'altres éssers vius pot ser elevat, sobretot si els organismes són exposats directament.